# Jq (мова програмування)
jq - надвисокорівнева мова функційного програмування з підтримкою бектрекінгу для роботи з потоками даних в форматі JSON. Пов'язана з мовами програмування Icon та Haskell.

## Опис
Мова jq засновується на тих самих поняттях потоків, труб та фільтрів, які відомі користувачам оболонки Unix.  Фільтри можна будувати з виразів орієнтованих на JSON і об'єднувати використувуючи символ труби "|".  Фільтр ідентичності позначається ".", тому вираз 1 | {"a": .} дасть значення: {"a": 1}. 
Використовує рушій регулярних виразів Oniguruma

## Зноски
1. ↑  https://stedolan.github.io/jq/
2. ↑  The c_jq Open Source Project on Open Hub: Languages Page — 2006.
3. ↑  COPYING file
4. ↑  jq 1.5 Manual / Regular expressions (PCRE). Архів оригіналу за 1 липня 2018. Процитовано 20 червня 2018.